# Ves (Černousy)
Ves je osada, část obce Černousy v okrese Liberec. Nachází se asi dva kilometry severozápadně od Černous. Ves je také název katastrálního území o rozloze 2,49 km².

## Historie
První písemná zmínka o vesnici pochází z roku 1306.
Ves je nejsevernější osadou libereckého okresu. V letech 1815–1945 se u ní nacházelo trojmezí Čech, Pruska a Saska. Do roku 1959 však k obci patřil i nezastavěný výběžek území, nacházející se v současnosti v Polských gminám Sulików a vesnické gmině Zhořelci. Jde o původně slovanskou obec znovuosídlenou podle německého práva a zvanou „Wiese“ (louka). Osada leží v údolí Smědé.

## Pamětihodnosti
- Kostel svatého Vavřince – příslušel od roku 1346 k míšeňské a později pražské diecézi. V kostele jsou dnes zachovány cenné náhrobky majitelů obce ze 16. a 18. století. Náhrobky původně umístěné u venkovní zdi kostela jsou nyní umístěny uvnitř.
- Dvůr Hlaváč – dvůr s ubytováním v historických místnostech a se zemědělským muzeem. Dvůr bude postupně rekonstruován.

## Galerie

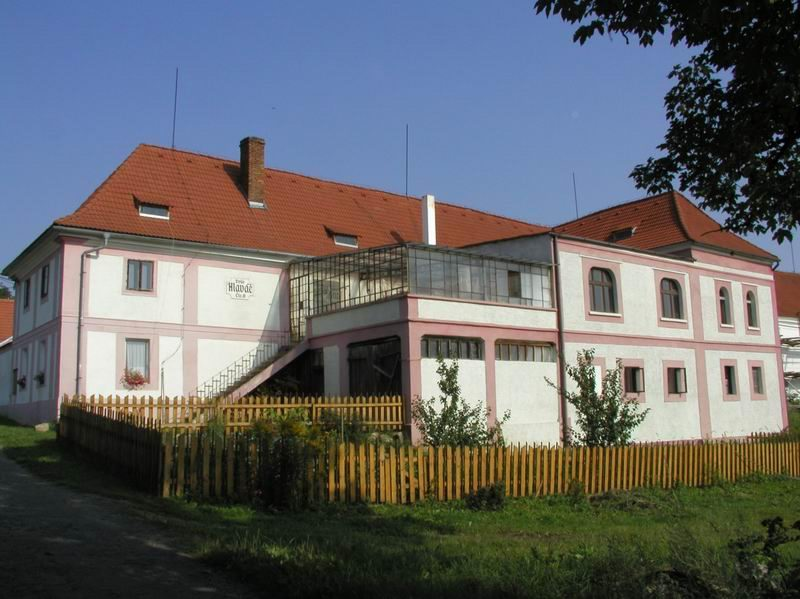
Dvůr Hlaváč
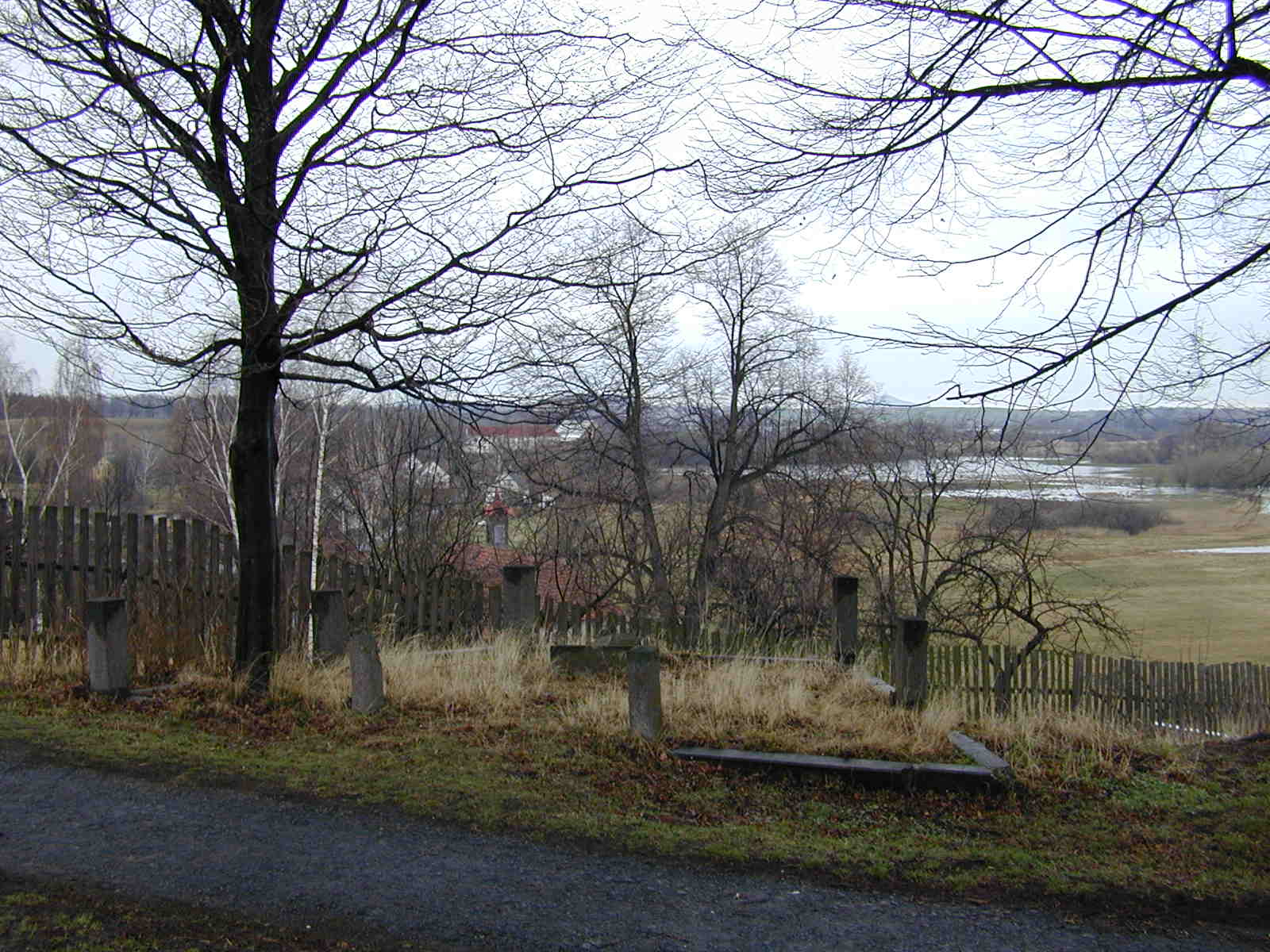
Krajina
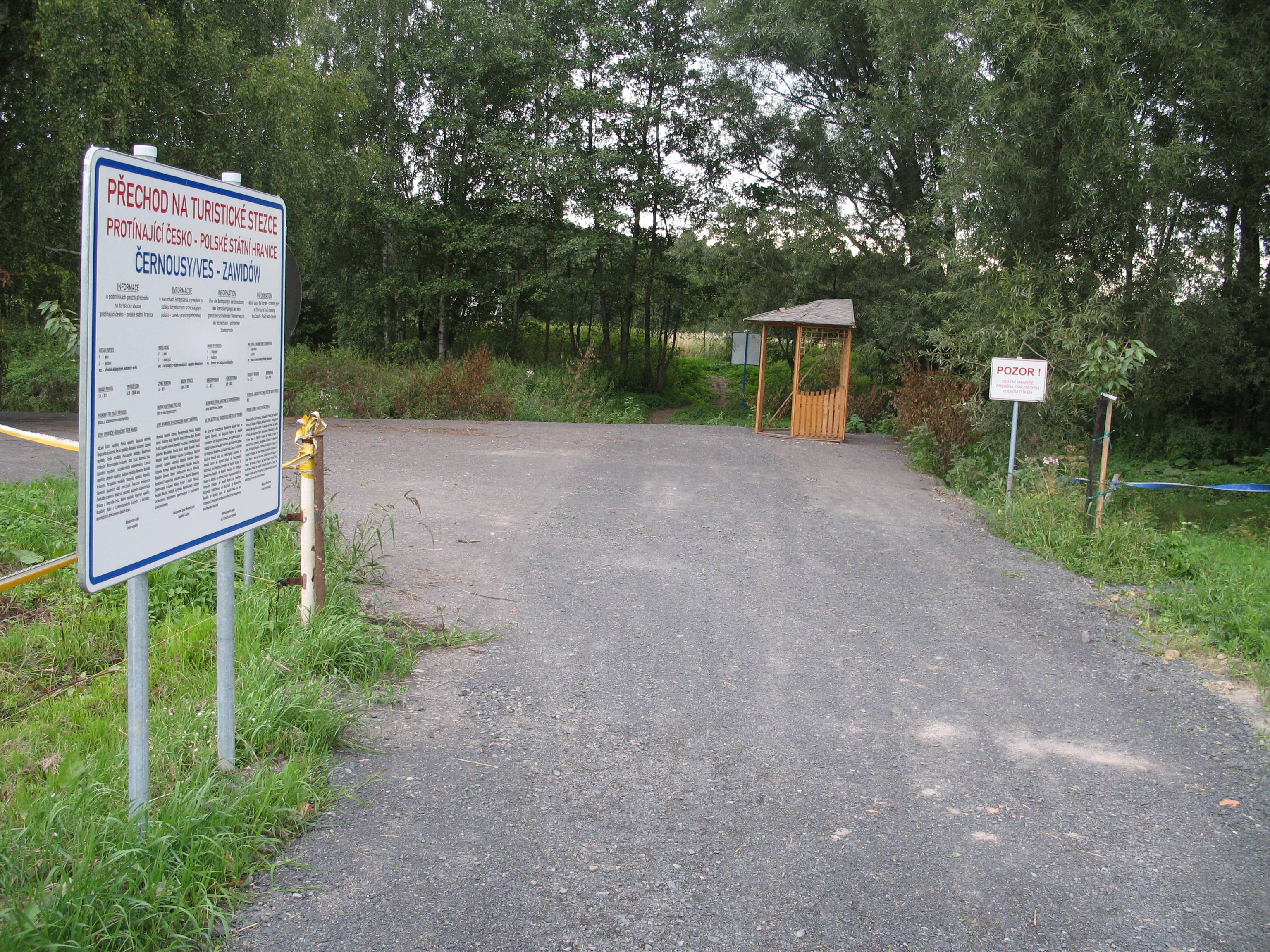
Hraniční přechod Ves–Zawidów